# Océane Michelonová
Océane Michelonová (* 4. března 2002 Chambéry) je francouzská reprezentantka v biatlonu.
Biatlonu se věnuje od roku 2013. Ve Světovém poháru debutovala v lednu 2024 v Oberhofu, kde ve sprintu dojela na 28. místě. Ve své dosavadní kariéře nezvítězila ve Světovém poháru v žádném individuálním závodě. Dvakrát triumfovala jako členka francouzské štafety.
Na nižším okruhu v IBU Cupu vyhrála jeden závod a celkové hodnocení poháru v sezóně 2023/2024.

## Výsledky

### Olympijské hry a mistrovství světa
| Sezóna  | Akce | Místo       | SP  | SZ  | HZ | IZ  | ŠT | SŠT | SZD | Věk    |
| ------- | ---- | ----------- | --- | --- | -- | --- | -- | --- | --- | ------ |
| 2024/25 | MS   | Lenzerheide | 12. | 13. | 2. | 18. | 1. | –   | –   | 22 let |

### Mistrovství Evropy
| Sezóna  | Akce | Místo          | SP  | SZ  | IZ  | SŠ | Věk    |
| ------- | ---- | -------------- | --- | --- | --- | -- | ------ |
| 2021/22 | ME   | Velký Javor    | 12. | 12. | 16. | 4. | 19 let |
| 2022/23 | ME   | Lenzerheide    | 50. | 26. | 70. | –  | 20 let |
| 2023/24 | ME   | Brezno‑Osrblie | 9.  | 3.  | 9.  | 2. | 21 let |

## Vítězství v závodech světového poháru a na mistrovství světa

### Kolektivní
| Č.                           | sezóna    | datum          | místo                       | disciplína |
| ---------------------------- | --------- | -------------- | --------------------------- | ---------- |
| MS                           | 2024/2025 | 22. února 2025 | Lenzerheide, Švýcarsko (MS) | štafeta    |
| 1.                           | 2024/2025 | 9. března 2025 | Nové Město na Moravě, Česko | štafeta    |
| – závod na mistrovství světa |           |                |                             |            |